# Colônia Antônio Aleixo
O Colônia Antônio Aleixo é um bairro do município brasileiro de Manaus, capital do estado do Amazonas. Localiza-se na Zona Leste da cidade distante 20 km em linha reta do centro da cidade. De acordo com estimativas da Secretaria de Desenvolvimento Econômico, Ciência, Tecnologia e Inovação do Amazonas (SEDECTI), sua população era de 19 626 habitantes em 2017.
Emancipação: O bairro Colônia Antonio Aleixo aguarda emancipação para tornar um novo município do Estado do Amazonas, o projeto tramita na Assembleia Legislativa do Estado do Amazonas.
Área: possui 923,82 (ha)

O bairro surgiu em 1987, da ocupação gradativa do entorno do Lago do Puraquequara.

## Transportes
Colônia Antônio Aleixo é servido pela empresa de ônibus Expresso Coroado. As linhas existentes são 085 e a linha 604.